# Canthydrus rossanae
Canthydrus rossanae là một loài bọ cánh cứng trong họ Noteridae. Loài này được Bilardo & Rocchi miêu tả khoa học đầu tiên năm 1987.